# Řád přátelství (Kazachstán)
Řád přátelství (kazašsky: Достық ордені) je státní vyznamenání Kazachstánu založené v roce 1995. Je udílen za podporu mezinárodního a občanského konsensu ve společnosti a za podporu míru, přátelství a spolupráce mezi národy.

## Historie
Řád byl založen v jediné třídě dne 12. prosince 1995 zákonem č. 2676 O státních vyznamenáních republiky Kazachstán. Zákonem č. 462-1 ze dne 26. července 1999 byl rozdělen do dvou tříd.
V roce 2009 vydala Národní banka Republiky Kazachstán pamětní minci s vyobrazením řádové hvězdy I. třídy v nominální hodnotě 50 tengů. Mince byla vyrobena ze slitiny mědi a niklu.

## Insignie

### Typ I
Řádový odznak používaný do roku 1999 byl vyroben z pozlaceného stříbra. Měl tvar vícestupňového kruhu složeného z podlouhlých trojúhelníkovitých paprsků. Uprostřed byla zeměkoule s horní polovinou zeleně smaltovanou a se spodní polovinou smaltovanou červeně a s nesmaltovaným nápisem Достык. Uprostřed zeměkoule byly dvě otevřené nesmaltované dlaně s bíle smaltovaným stylizovaným květem života. Průměr odznaku byl 48 mm.

### Typ II
Řádový odznak z pozlaceného stříbra má tvar devíticípé hvězdy, s cípy ve tvaru úzkých okvětních lístků. Cípy jsou z poloviny bíle a z poloviny světle modře smaltované. Mezi nimi je izometrická dekorace symbolizující sluneční paprsky. Ve středu hvězdy je kulatý medailon. Uprostřed něho je vyobrazena geografická mapa části Malé Asie. Kazachstán je ohraničen světle modrým smaltem stejně jako příslušná moře. Okolo medailonu je světle modře smaltovaný kruh se zlatým nápisem Достык ve spodní části. Odznak I. třídy řádu je větší než odznak II. řádu.
Řádová hvězda je stříbrná a osmicípá. Jednotlivé cípy jsou tvořeny paprsky o různé délce a jsou světle modře smaltované. V některých cípech jsou zasazeny zirkony napodobující diamanty. Na hvězdu je položena zlatá osmicípá hvězda s kulatým medailonem uprostřed se stejným vyobrazením mapy Malé Asie jako je tomu u řádového odznaku. Med
ailon je ohraničen zlatým kruhem. V horní polovině v něm jsou vloženy rubíny a ve spodní polovině je nápis Достык.
Stuha je červená se dvěma žlutými středovými pruhy a se zeleným pruhem na pravém okraji a s modrým pruhem na levém okraji. Šířka stuhy řádu I. třídy je 100 mm. V případě II. třídy je šířka stuhy 32 mm.

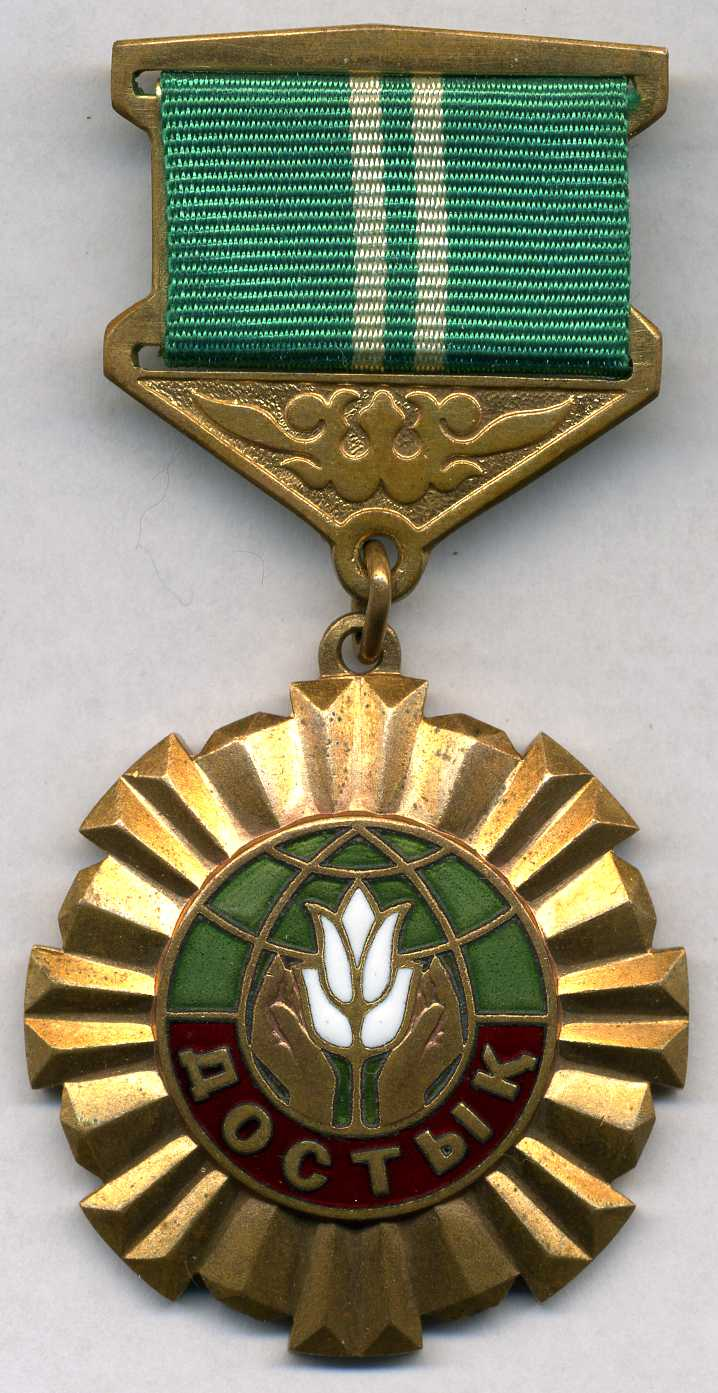
Řád přátelství, první verze
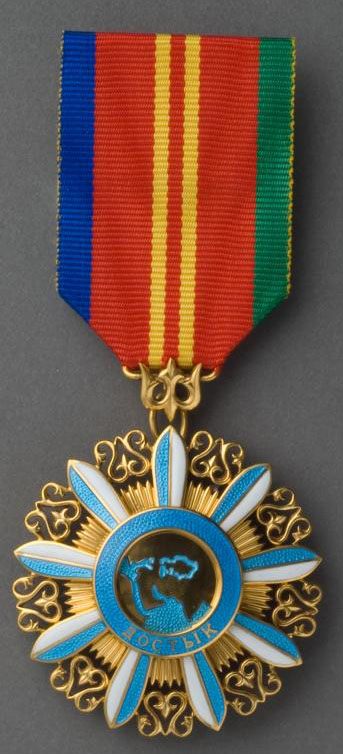
Řád II. třídy, druhá verze
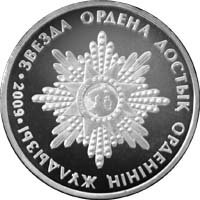
Pamětní mince z roku 2009

## Třídy
Řád byl původně udílen pouze v jediné třídě. Od roku 1999 je vyznamenání udíleno ve dvou řádných třídách:
- I. třída – Řádový odznak se nosí na široké stuze spadající z ramene na protilehlý bok. Řádová hvězda se nosí na hrudi.
- II. třída – Řádový odznak se nosí zavěšený na stuze na hrudi a má tak podobu medaile.